# Micraphe lateritia
Micraphe lateritia är en fjärilsart som beskrevs av Karsch 1896. Micraphe lateritia ingår i släktet Micraphe och familjen snigelspinnare. Inga underarter finns listade i Catalogue of Life.